# Васильев день
Васильев день (Новый год) — день народного календаря у славян, приходящийся на 1 (14) января. Название дня происходит от имени святого Василия Великого. Первый день нового года, начало «Страшных вечеров». У восточных славян в этот день было принято ходить посевать по домам.

## Другие названия
рус. и церк.-слав. Обрезание Господне, Святой Василий Великий; Василий-свинятник, Свиной праздник, Василий Солноворот; бел. Васілле, Васілля; словац. Obrezanie Krista Pána; чеш. Obřezáni Páně, Slavnost Matky Boží Panny Marie; болг. Св. Василъ, Сурваки, Суръва година, Сурова година, Васильовден, Сурвакден; серб. Мали Божић, Ново лето, Нова година, Васиљевдан.
В этот день почитаются в том числе: православными славянами — Василий Великий, Обрезание Господне; славянами-католиками — Обрезание Господне, Праздник Божьей Матери Девы Марии; чьи имена присутствуют в названиях дня.

## Обряды и поверья
Накануне крестьяне ходили по домам[где?] с поздравлениями и пожеланиями благополучия. Старинные названия дня Овсень, Таусень, Баусень. При этом совершался древний обряд посевания или обсевания, известный также как овсеньканье, ходить таусить, усенькать, кликать овсень.
В некоторых местах[каких] было обыкновение накануне ходить по домам (колядовать, щедровать) и собирать пироги, свиные ноги и вообще съестные святочные вещи. Крестьяне, совершавшие этот обход, приговаривали под окнами домов: «Свинку да боровка выдай для Васильева вечерка», или же: «Кишку да ножки в верхнее окошко». Свиное мясо составляло главное угощение во время Васильева вечера и Рождественских Святок. Посевание же проводили исключительно утром 1 января. Рано утром дети, собравшись вместе, ходили до обедни по домам сеять из рукава, рукавицы или из мешка зерна овса, гречихи, ржи и других хлебов и при этом распевали посевальную песню или приговаривали: «На счастье, на здоровье, на новое лето роди, Боже, жито пшеницю и всякую пашныцю», «Уроди, Боже, всякаго жита по закрому, что по закрому да по великому, а и стало бы жита на весь мир крещеный». Старшая женщина (большуха) старалась поймать разбрасываемое зерно фартуком. Все «засеянное» зерно собиралось и хранилось до посева — его добавляли в первую сеялку. На Васильев день готовили кашу, с особыми обрядами, с гаданием на каше о счастье и благополучии наступающего года для семьи.
Во многих домах[где] в этот день пекли печенье, напоминающее коров, свиней, овец и домашнюю птицу. У многих в этот день стоял на столе зажаренный поросёнок или свиная голова. При этом все соседи могли прийти в дом и угоститься этим блюдом, заплатив хозяевам немного денег, которые назавтра сдавались в приходскую церковь. Св. Василий Великий считался покровителем свиней. Пастухи глубоко почитали святого Василия и боялись прогневить его.
Утром каждый член семьи старался встать первым и принести воды из колодца, родника или реки и умыться. Верили, что кому это удавалось, тот весь год будет бодрым, подвижным. Для новогоднего умывания белорусы в воду клали медные или золотые монеты — чтобы весь год быть «чырвоным і крэпкім», как медь и золото; серебряные монеты — чтобы иметь «белае» (чистое) лицо.
Васильев день в быту русского народа считался сроком в хозяйственном времяисчислении, а потому и говорили: «а то было о Васильеве дне», «он нанялся от Васильева дня до Евдокии» и т. п.
В некоторых регионах Белоруссии[каких] в этот день считали необходимым начать «для прыкладу» какую-либо работу, чтобы потом она была успешной весь год.

## Поговорки и приметы
- Январь на порог — прибыло дня на куриный скок[18].
- «На Новый год — куриный скок» (чеш. Na Nový rok o slepičí krok)[19].
- «На Новый год дождь — на Великночь снег» (чеш. Na Nový rok déšť - o velikonocích sníh)[19].
- «Новый год погодный — урожай будет дородный» (пол. Nowy Rok pogodny – zbiór będzie dorodny)[20]